# Liste der Ramsar-Gebiete in Grenada
Die Ramsar-Gebiete Grenadas bestehen aus einem Feuchtgebiet mit einer Gesamtfläche von 518 ha, das unter der Ramsar-Konvention registriert ist (Stand April 2022). Das nach dem Ort des Vertragsschlusses, der iranischen Stadt Ramsar, benannte Abkommen ist eines der ältesten internationalen Vertragswerke zum Umweltschutz. In Grenada trat die Ramsar-Konvention am 22. Januar 2012 in Kraft.
Das Ramsar-Gebiet in Grenada ist ein Feuchtgebiet, das aus verschiedenen Ökosystemen wie  Mangrovensümpfen, Sandstränden, Korallenriffen und Seegraswiesen besteht und eine vor der Nordküste von Grenada gelegene Insel mit einschließt. Im Gebiet befinden sich Strände, an denen die Lederschildkröte (Dermochelys coriacea) und die Echte Karettschildkröte (Eretmochelys imbricata) ihre Eiablage durchführen.
Im Folgenden sind alle Ramsar-Gebiete Grenadas nach Ausweisungsdatum geordnet aufgelistet.
| Nr. | Name des Gebiets | Bild | Ramsar-Gebietsnr. | Ausweisungs- datum | Fläche (ha) | Höhe (m) | Management- plan | Region                  | Lage                  |
| --- | ---------------- | ---- | ----------------- | ------------------ | ----------- | -------- | ---------------- | ----------------------- | --------------------- |
| 1   | Levera Wetland   |      | 2034              | 22. Mai 2012       | 518         | 0 bis 2  | Ja               | Saint Patrick (Grenada) | 12,22444° N, 61,61° W |